# Tropfenschildkröte
Die Tropfenschildkröte (Clemmys guttata) ist eine monotypische Art aus der Familie der Neuwelt-Sumpfschildkröten. Sie ist die einzige Vertreterin der Gattung Clemmys. Bis vor wenigen Jahren wurden mit der Waldbachschildkröte und der Moorschildkröte zwei weitere Arten zur Gattung Clemmys zugerechnet. Diese beiden Arten werden heute jedoch in eigener Gattung der Amerikanische Wasserschildkröten geführt.

## Erscheinungsbild

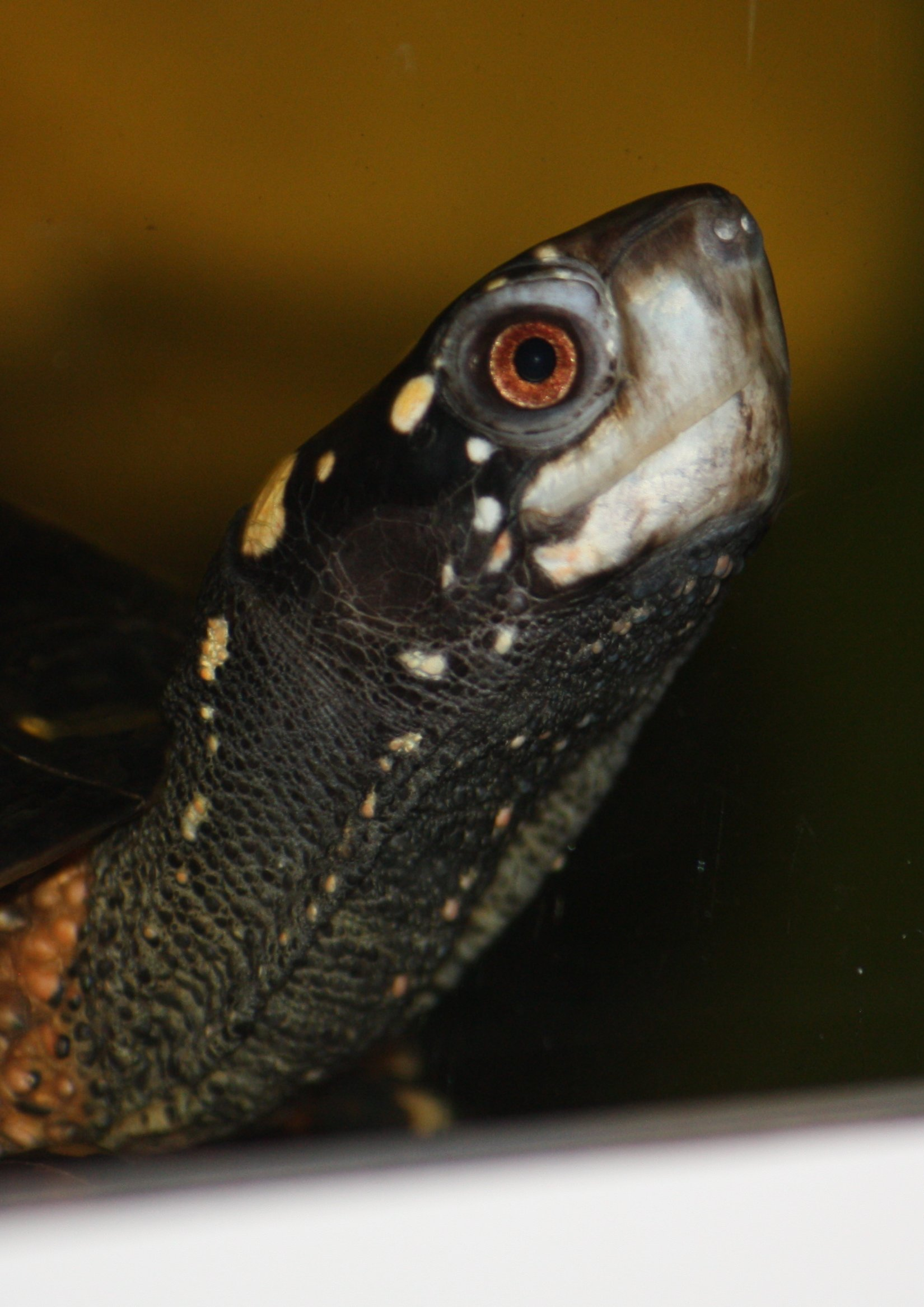
Kopf der Tropfenschildkröte

Mit einer maximalen Carapaxlänge (Stockmaß) von 12,5 cm ist die Tropfenschildkröte ein ausgesprochen kleiner Vertreter der Neuwelt-Sumpfschildkröten. Die Grundfarbe des glatten und flachen Rückenpanzers ist Schwarz. Er weist ein Muster aus unregelmäßig verteilten, gelben bis orangen, rundlichen Flecken auf. Der gelbe bis orangefarbene Bauchpanzer weist auf jedem Schild einen großen schwarzen Fleck auf. Auch der dunkle Kopf ist gelb bis orange gefleckt. Männchen besitzen ein braunes Kinn, eine dunkelgefärbte Iris, leicht konkave Plastra und besonders an der Wurzel dickere Schwänze, die Weibchen hingegen haben ein gelbes Kinn, eine gelbe Iris, einen flachen Bauchpanzer und einen kürzeren, dünneren Schwanz.

## Verbreitung und Lebensraum
Das Verbreitungsgebiet der Tropfenschildkröte ist der Nordosten der USA, von Illinois über Indiana, Tennessee bis Georgia. Vereinzelt findet man sie in Südkanada. Nordflorida ist die südlichste Region, in der sie gefunden wurden.
Tropfenschildkröten leben in flachen Gewässern. Diese können stehend sein oder langsam fließen. Außerdem mögen sie Gewässer mit üppiger Vegetation und einen weichen, schlammigen Boden. Sie ist sehr stark an Gewässer gebunden und verlässt diese nur selten. Tropfenschildkröte sind nur unbeholfene Schwimmer. In der Regel wandern sie im Flachwasserbereich am Grund der Gewässer entlang.

## Natürliche Feinde
Greifvögel und kleine Raubtiere können vor allem den jungen Schildkröten, aber auch erwachsenen Tieren gefährlich werden.

## Fortpflanzung und Eiablage
Mit drei bis vier Jahren werden Tropfenschildkröten geschlechtsreif. Paarungszeit ist im Frühjahr zwischen März und Mai, wenn das Wasser Temperaturen zwischen 9 und 15 °C hat. Sind die Weibchen noch nicht bereit zur Paarung, flüchten sie hektisch und panisch vor den Männchen und verstecken sich. Ist ein Weibchen dagegen paarungsbereit, streckt es Kopf und Hals weit aus seinem Panzer und bleibt stehen.
Die Eier werden nach der Paarung zwischen Mai und Juni in selbst gegrabene Mulden im Boden abgelegt. Das passiert meist am Abend und kann bis zu drei Stunden dauern. Anschließend schaufeln die Weibchen mit den Hinterbeinen Erde über die Eier und schütten so die Grube zu. Danach kommen die Schildkröten nicht mehr zu den Mulden zurück. Etwa zwei bis drei Monate später, also zwischen August und September schlüpfen die jungen Schildkröten.

## Lebenserwartung
Wie alt Tropfenschildkröten werden, ist nicht genau bekannt. Es gibt aber Berichte, nach denen sie bis zu 40 Jahre alt werden können. Eine Tropfenschildkröte soll sogar 96½ Jahre alt geworden sein, wofür es jedoch keine Belege gibt.